# ピアノ協奏曲 (ビーチ)
ピアノ協奏曲 嬰ハ短調 作品45は、エイミー・ビーチが1898年9月から1899年9月にかけて作曲したピアノ協奏曲。

## 概要
初演は1900年4月7日のボストンにおいて、ヴィルヘルム・ゲーリケの指揮、ボストン交響楽団の演奏で作曲者自身の独奏により行われた。音楽家のテレサ・カレーニョに献呈された本作は、アメリカの女性作曲家による初のピアノ協奏曲となった。献呈を受けたテレサ・カレーニョはビーチに親しみを込めた手紙をしたためるも、興行主が異を唱えたためこの協奏曲を演奏することはなかった。ビーチ自身が本作の普及に務めねばならなくなり、1913年から1917年にかけては自らソロパートを弾いて9つの管弦楽団と共演、その中でもドイツでは目立った成功を収めている。
1900年の初演の頃、批評家のフィリップ・ヘイルはゲール風交響曲からの期待に反して「ほぼ全面的に期待外れ」であったと記している。一方、本作は現代の批評家からは見逃された傑作と評価されている。ボルティモア・サン紙のフィル・グリーンフィールドは「色彩豊かで威勢の良い作品であり、もし十分な人々が耳にする機会を持てたならば非常な人気を博すかもしれない」と評している。サンフランシスコ・クロニクル紙のジョシュア・コズマンも作品を褒め称え、次のように述べている。
曲の4つの楽章は何事もなくまとめられているわけではない - 美しくかたどられた旋律（そのうちいくつかは彼女の歌曲から採られたものだ）、まっすぐにリズミカルな輪郭、そして活発でときに丁々発止なソロとオーケストラの掛け合い。ピアノパートはヴィルトゥオーゾものが要求するにふさわしい聴き栄えと難度を有するが、同時にそこには痛ましさの要素ものぞかせる - 作品中で最も外面的なパッセージにも影を落とすかに見える抑圧的な感覚である。
グラモフォン誌のアンドリュー・アチェンバックも同様に、本作を「野心的」で「並外れて印象的」であるとしてこう述べている。
発展的修辞性をみせるアレグロ・モデラートに出発し、陽気なペルペトゥム・モビレ・スケルツォ、陰鬱なラルゴ（作者は「暗く、悲劇的な嘆き」と表現した）が続く。フィナーレ（休みを置かずに続く）は喜ばしいスウィングを伴っている。事実、本作は全般にわたり取組みがいのある偉業であり、かつ煌びやかでいかにもな独奏の書法で満たされており（ビーチ自身がヴィルトゥオーゾのピアニストであり本作を何度も演奏している）、過去の3つの歌曲からの主題を融合させるという自叙伝のような戦略が加えられている。

## 演奏時間
約37分。

## 楽器編成
ピアノ独奏、フルート2（ピッコロ持ち替え）、オーボエ2、クラリネット2（バスクラリネット持ち替え）、ファゴット2、ホルン4、トランペット2、トロンボーン3、テューバ、ティンパニ、弦五部。

## 楽曲構成

### 第1楽章
Allegro moderato 4/4拍子 嬰ハ短調
ソナタ形式。作曲者本人は楽章の内容について次のように記している。「最初のアレグロ[モデラート]はまじめな性格で、ピアノと管弦楽が2つの主要主題の展開の中で互いに競り合います。その第2の主題は歌のような性格です。楽章の終わり近くには独奏楽器のために豪華にあつらえられたカデンツァがあります。」まず、オーケストラが静かに第1主題を奏して開始する（譜例1）。
譜例1
続いて、ピアノが堂々と登場する。ポコ・ピウ・トランクィロから経過的なエピソードが続き、大きく盛り上がった後で第2主題がホ長調に出される（譜例2）。この主題は自身の歌曲「Jeune fille et jeune fleur」作品1-4からの引用である。原曲は若い娘の亡骸を埋葬する父の嘆きを歌う歌である。
譜例2
主題はヴァイオリン独奏によって歌い継がれる。アニマートから勢いを取り戻し、両方の主題を用いた精力的な展開が行われる。ピアノがオクターヴの連打により先導する中、第1主題が管弦楽により主調で再現される。勢いを維持しつつ第2主題が嬰ハ長調とエンハーモニックの関係にある変ニ長調で再現され、次第に静まってカデンツァとなる。その後は主に第1主題を用いたコーダによって劇的に閉じられる。

### 第2楽章
Scherzo： Vivace (Perpetuum mobile) 2/4拍子 イ長調
ビーチは本楽章を次のように解説している。「第2楽章のスケルツォは『無窮動』という副題を持ち、オーケストラが背景で弦楽器によって旋律を奏でるのに対し、ピアノパートは一貫して小粋な練習曲風のリズムを奏でるという構成です。短い楽章で、第1主題が最後に戻ってくる前に簡単なカデンツァが置かれています。」9小節の管弦楽による導入に続き、ピアノが無窮動的な音型を弾きはじめる。その上に譜例3の旋律が奏されるが、これは彼女の歌曲「Empress of Night」作品2-3から採られている。この歌曲はビーチの夫の詩による作品で、彼女の母親へと献呈された。
譜例3
ピアノの独奏部分があることを除き、ピアノが気ままな音型を弾いて管弦楽が旋律を奏する構図は楽章を通じて変化せず、ピアノの長いトリルからあっさりと完結する。

### 第3楽章
Largo 3/4拍子 嬰ヘ短調
ビーチ自身の解説は次の通り。「緩徐楽章は暗く、悲劇的な哀歌で、熱情的なクライマックスへと登り詰めた後、非常に穏やかな推移を経て種楽章の明るく活発なロンドへ至ります。」6小節の重苦しい序奏に続いてクラリネットが譜例4を歌う。この楽章の元になった歌曲「Twilight」作品2-1は作曲者の夫が詩を書き、夫に献呈された作品である。
譜例4
ピアノが入りカンタービレで譜例4を装飾的に奏する。その後頂点を迎え、ピアノのアルペッジョに乗って譜例4が再現される。アタッカで次の楽章へ接続される。

### 第4楽章
Allegro con scioltezza 6/8拍子 嬰ハ短調
ロンド形式。発想標語は流麗に、軽快にといった意味である。まず、ピアノの独奏で譜例5が提示される。
譜例5
管弦楽が引き継いで譜例5を奏した後、ただちにピアノで明るい次の主題が提示される（譜例6）。
譜例6
管弦楽と役割を交換して繰り返し、半音階パッセージによる小規模なカデンツァが挿入される。ピアノの華麗なパッセージを伴って譜例5が再現されると静まり、レントとなる。作曲者は以下のように解説している。「終了前に哀歌の主題が異なる発展をした形で再現し、すぐさまロンドが復活、そしてコーダとなります。」まもなく譜例6が回帰し、最後はポコ・ピウ・モッソとなって祝祭的響きの中で全曲に幕が降ろされる。